# France 4
France 4 (cunoscut în trecut ca Festival) este un post de televiziune al consorțiului France Télévisions, alături de France 2, France 3 și France 5. S-a lansat sub numele Festival pe 24 iunie 1996.

## Istorie
Pe 31 martie 2005, Festival a devenit France 4 după ce France Télévisions a aprobat crearea celor trei canale noi: France 1, France 4 și France 6.
În iulie 2009, France 4 a trecut la formatul 16:9 înlocuind formatul 4:3 urmând ca din 6 octombrie 2011 să-și lanseze versiunea HD. Din 19 decembrie 2009, France 4 a lansat un bloc de programe pentru copii pe nume Ludo. Blocul poate fi văzut doar dimineața dar începând din septembrie 2013 blocul va fi regăsit și la prânz.
Din 31 martie 2014, la aniversarea canalului, France 4 a primit un proces de rebranding și a început să împartă cea mai mare parte a timpului zilnic cu blocurile Ludo și Zouzous. În 2016, France 4 s-a reorientat pe familie.

## Închiderea canalului
În iunie 2018, s-a anunțat închiderea postului France 4, ca parte a reformelor planificate ale France Télévisions, cu programarea dispersată a canalelor surori France 3, France 5, dar și a platformelor online. Propunerea a fost criticată de industria animației din Franța. Okoo a fost noul bloc de programe pentru copii care a fost lansat pe 9 decembrie 2019 de către France Télévisions.
France 4 s-a planificat să se închidă pe 9 august 2020 la o zi după anularea Jocurilor Olimpice de Vară 2020. Cu toate acestea, în iulie 2020, guvernul francez a anunțat că postul va continua să emită încă 12 luni, în același timp amânarea închiderii France Ô. Pandemia a amânat Jocurile Olimpice până în iulie 2021. Pe timpul pandemiei, France 4 a difuzat programe școlare, care au arătat utilitatea canalului. Din toamnă, canalul a trecut de a fi în mare parte un canal de divertisment pentru copii, adăugând multe programe educaționale pentru copii și părinți.
În ianuarie 2021, un raport intitulat „Misiunea flash” a fost înaintat Adunării Naționale de doi deputați în favoarea salvării France 4, Béatrice Piron (LREM) și Maxime Minot (LR), care au fost însărcinați cu studierea ofertei pentru tineri pe televiziunea publică. Acest raport considera că „un canal dedicat tinerilor este un atu valoros pentru televiziunea publică” și prelua toate argumentele celor care susțin menținerea Franței 4.
Pe 3 mai 2021 France 4 începe utilizarea în comun cu Culturebox, reducând orele de difuzare de la 5:00 la 20:10. Pe 18 ale aceleiași luni, președintele francez Émmanuel Macron a anunțat că France 4 va continua emisia și nu se va închide așa cum era planificat inițial.